# Joseph Ledel
Joseph Ledel (Den Haag, 1779 - Oostburg, 1835), geboren aan het Nachtegaalspad (Parkstraat) in Den Haag, had een lange militaire loopbaan vanaf 1794. In 1826 streed hij op Java en in 1830 kreeg hij het commando over West-Zeeuws-Vlaanderen dat hij tegen de Belgen wist te verdedigen (zie ook: Belgische Revolutie). Bij Koninklijk Besluit van 22 november 1828 nummer 29 werd hij benoemd tot ridder in de Militaire Willems-Orde voor zijn verrichtingen tijdens de Java-oorlog.
Hij overleed op 17 juni 1835 te Oostburg aan een ziekte. Op zijn graf aldaar werd door zijn ondergeschikten een monument opgericht. In Oostburg is het Ledelplein naar hem vernoemd en in Den Haag de Joseph Ledelstraat.
Het verhaal gaat dat tijdens het oprukken van de opstandige Belgen (m.m.v. Franse militairen), kolonel Ledel het bevel gaf om alle boterpotten (grote stenen potten) in de stadswallen van Oostburg in te graven.
Van afstand zagen de Belgen deze boterpotten aan voor geschut en lieten deze "zwaar verdedigde" stad links liggen.